# Pedra Bonita
Pedra Bonita este un oraș în Minas Gerais (MG), Brazilia.